# Fuerte Sancti Spiritus

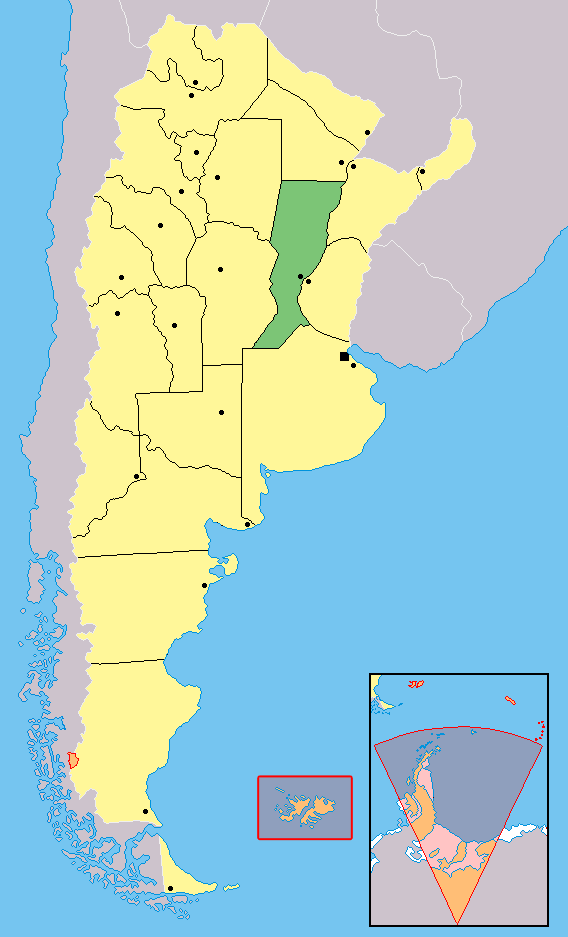
Ubicación de la actual provincia de Santa Fe (en color verde) dentro de la República Argentina (en color amarillo).

El fuerte Sancti Spiritus fue el primer asentamiento español levantado en el actual territorio argentino. Fue fundado por el navegante veneciano Sebastián Gaboto (1484-1557) el 9 de junio de 1527, a orillas del río Carcarañá.
Las ruinas del Fuerte Sancti Spíritus se encuentran a 150 metros de la desembocadura del río Carcarañá en el río Coronda, y a 7 km de la desembocadura del Coronda en el río Paraná, en el extremo sudeste del actual poblado de Puerto Gaboto (a 60 km al norte de la ciudad de Rosario). 
Los restos de la primera ocupación española documentada en territorio argentino están concretamente en la manzana que corresponde con las calles Zabala, Pérez y Avenida Hurtado del poblado. La erosión provocada por el río Carcarañá hizo que una porción del asentamiento desapareciera definitivamente.
A partir del hallazgo de los restos arqueológicos del Fuerte Sancti Spiritus, el gobierno de la Provincia de Santa Fe inauguró en Puerto Gaboto un espacio histórico cultural denominado "Parque del Fuerte" en el año 2019.

## Historia

### La partida
El 3 de abril de 1526 partió desde el puerto español de Sanlúcar de Barrameda la expedición de Sebastián Gaboto, compuesta por algo más de 200 hombres repartidos en cuatro navíos con destino a las islas Molucas, vía el estrecho de Magallanes.
A principios de noviembre de 1526 llegó a la isla de Santa Catalina (actualmente Florianópolis), donde se encontró con dos náufragos del viaje de 1516 de Juan Díaz de Solís que le informaron de las supuestas fabulosas riquezas de un Rey Blanco, y de un lugar denominado Sierra de la Plata. Según algunos, al escuchar estos relatos Gaboto decide abandonar el viaje a las Molucas. Sin embargo, en las costas brasileñas la nave principal se había hundido (por acercarse demasiado a una isla en busca de madera, muy escasa en todas las costas de la región), lo que también, en cierta forma, impedía a Gaboto continuar con su destino original. 
En febrero de 1527 partió hacia el sur, hasta la desembocadura del entonces denominado río de Solís, que ya se comenzaba a nombrar con su actual nombre, Río de la Plata. Lo remontó hasta una isla que llamó de San Gabriel (frente a la actual ciudad uruguaya de Colonia), por haber llegado a ella el día de dicho santo. La consideraba un buen fondeadero sobre el río, por su calado y por su abundancia de árboles, y por tanto de madera para reparar los barcos. Desde entonces San Gabriel se convertiría en el principal puerto del Río de la Plata hasta la fundación de Buenos Aires por Juan de Garay en 1580.
En el transcurso de la expedición se encuentra con el grumete Francisco del Puerto, sobreviviente de la expedición de Juan Díaz de Solís, quien se ofrece como "lengua" (conocedor del idioma indígena y guía) para señalarle el camino hacia la ambicionada Sierra de la Plata (actual cerro de Potosí), en la aún ignorada por los europeos región del Alto Perú (el cerro sería conocido por los españoles en 1545). 
Gaboto decide dejar a las naves Trinidad y Santa María en cercanías del actual Parque Nacional Aarón de Anchorena, con treinta hombres al mando de Antón de Grajeda para que construyera un fuerte más seguro, en lo que se llamaría "San Salvador", también en la Banda Oriental. El veneciano (educado en Inglaterra) parte con cerca de 160 hombres en las naves San Gabriel y Santa Catalina, navegando por el Río Paraná Guazú y luego hasta el Río Coronda y su desembocadura con el Río Carcarañá. Gaboto (basado en datos brindados por los indígenas, y por sus conocimientos de geografía) preveía que navegando el Carcarañá llegaría más rápido a la Sierra de la Plata, y por eso es que instala allí el fuerte como punto central.

## Fundación de Sancti Spiritus
...Ago saber a vuestra merced questa tierra donde agora estamos es mui sana y de mucho fruto porque habo saber a vuestra merced que se sembraron en este tierra para probar si daba trigo y sembraron cincuenta granos de trigo y cojieron por cuenta 550 granos, esto en tres meses, de manera que se da dos vezes al año, escríbolo a vuestra merced...
Carta de Luis Ramírez desde el  puerto de "San Salvador", en el Río de Solís. 10 de julio de 1528. Archivo de Indias

En la margen izquierda del río Carcarañá, sobre una barranca saliente de seis metros de alto, en el ángulo que forma este río con el Coronda, cerca del río Paraná, se detuvieron el 27 de mayo, e iniciaron la construcción del fuerte que se terminó el 9 de junio, fiesta católica de la Pascua de Pentecostés, que explica el nombre, en latín, de Sancti Spiritu (Espíritu Santo) con que lo designó Gaboto.
Levantaron además unas 20 casas, convirtiéndose en la primera población europea del actual territorio argentino (Sancti Spiritus es uno de los escasos poblados que figuran en los primeros mapas de América del Sur, entre ellos el de Diego Gutiérrez fechado en 1562).

En uno de los primeros mapas de América del Sur (1562) figura el fuerte

Los guaranizados carcarañáes colaboraron tanto en la construcción del poblado como en la siembra de trigo y cebada, que resultaron así las primeras realizadas en Sudamérica. El clérigo Francisco García construyó una pequeña capilla, donde daba misa los domingos, lunes y viernes. 
El fuerte levantado sobre la barranca era rectangular, orientada en el sentido norte-sur, con un largo de por lo menos 47 m y un ancho de 10 m. Estaba rodeado por un foso de tres metros de ancho por cuarenta de largo, formando un semicírculo con una empalizada de palos a pique.
Tenía dos torreones, uno de ellos ubicado hacia el lado del Carcarañá, y en su interior una casa de tapias de madera y techo de paja que servía de cuartel general. Gaboto se hizo construir en el fuerte una pieza adornada por cueros con dibujos en relieve (es decir, al estilo gadamesí o guadamecil). Donde estaba la fortaleza "se formó un pueblo como de veinte casas". Para la defensa, Gaboto ordenó artillar la fortaleza con diez o doce "bersos", artillería liviana equivalente a media culebrina. En las inmediaciones, cada uno se dedicaba a la pesca "y á cultivar sus sembrados".
Construyeron además un bergantín, nave a remo, y el 23 de diciembre, después de nombrar a Gregorio Caro capitán del fuerte y dejarle treinta hombres para defenderlo, Gaboto partió aguas arriba por el río Paraná. Llegó a una isla que designó Año Nuevo y allí resolvió regresar por temor a los nativos, a quienes les habían quemado sus chozas y muerto a varios de ellos. Esta fue la primera matanza de originarios en esa parte de América. 
Prosiguió su viaje hasta la boca del río Paraguay, donde dobló a la derecha por el Paraná, llegando en febrero de 1528 hasta un caserío guaraní, cuyo jefe se llamaba «Yaguarón», un hospitalario cacique. A ese lugar lo denominó Santa Ana, y es probablemente donde se encuentra la actual ciudad de Itatí, en la provincia de Corrientes. Comenzó luego a remontar el río Paraguay, adelantándose con su bergantín hasta la boca del río Bermejo, donde encontraron a la tribu agaces, quienes les tendieron una celada y dieron muerte a un grupo de hombres. Temeroso de males mayores, inició en abril de 1528 el regreso a Sancti Spiritu.

### Arribo de Diego García
Mientras tanto, en febrero de ese año, llegaba al Río de la Plata la expedición de Diego García de Moguer. Navegando en abril por el Paraná, encontró de improviso el fuerte Sancti Spiritu. Sorprendido e indignado, ordenó al capitán Caro que abandonase el lugar, ya que esa era conquista que solo a él le pertenecía por haber sido contratado por la efímera Casa de la Especiería. Pero vencido por los ruegos de Caro y su gente para que fuese en auxilio de Gaboto, García siguió aguas arriba y entre lo que hoy día son las localidades de Goya y Bella Vista se encontró con el piloto veneciano, quien, más astuto, lo obligó a cooperar en la búsqueda de la Sierra de la Plata.
A todo esto, en Sancti Spiritu, los españoles descuidaron la defensa del fuerte (el hallazgo de más de cien pequeños "dados" de hueso, entre los restos arqueológicos, confirmaría que el juego entre los soldados pudo ser causa del descuido) y, si bien Gaboto se había entendido bien con los numerosos grupos indígenas que poblaban las márgenes del Río Coronda, los hombres dejados por Diego García (y una década más tarde por Pedro de Mendoza) se comportaron como "conquistadores" en su trato con ellos.
Esto solo sirvió para despertar el odio de los originarios, quienes un día de septiembre de 1529, antes del amanecer, tomaron por asalto la fortaleza. No bien se dieron cuenta los conquistadores de la situación, comenzaron a correr hacia los bergantines, con la intención de salvarse, lográndolo solo algunos de ellos.
Sebastián Gaboto y Diego García de Moguer se encontraban en ese tiempo en el asentamiento de San Salvador, preparando hombres y embarcaciones y no sabían nada de lo que se estaba desarrollando en Sancti Spiritu, hasta que vieron llegar a Gregorio Caro con los sobrevivientes y la terrible noticia de la destrucción del fuerte. 
Inmediatamente Gaboto y García se dirigieron al fuerte, intentando rescatar a sus hombres. En los alrededores de Sancti Spiritu hallaron algunos cadáveres mutilados, los bergantines desfondados y hundidos y los almacenes saqueados e incendiados. Gaboto (al no obtener apoyos concretos que aguardaba desde España), y dadas las torpezas -a su juicio- cometidas por los hombres de Diego García, decidió regresar a España, donde se le inició proceso y se lo condenó a cuatro años de destierro en Orán (Argelia). Solo cumplió dos años, porque Carlos I lo restituiría en su cargo de piloto mayor, y el fracaso sería atribuido a otras causas.

### Abandono del Fuerte
Una torre del fuerte de Sancti Spiritus se mantuvo erguida por varios años, por lo que el sitio recibió el nombre de Torre de Gaboto.
En 1541, Domingo Martínez de Irala clavó una cruz de madera en las ruinas del fuerte y dejó una carta donde relataba las penurias de la primera fundación de Buenos Aires. Esta carta fue encontrada en el abandonado fuerte por los soldados de la expedición de Álvar Núñez Cabeza de Vaca.
En 1573, Jerónimo Luis de Cabrera, el fundador de la ciudad de Córdoba, intentó establecer un puerto llamado San Luis en el sitio, como salida navegable de la recientemente fundada ciudad. Sin embargo, al encontrarse con su compatriota rival Juan de Garay, quien estaba bajando desde Asunción con el objetivo de crear «puertas de la tierra», discutieron quién de ambos tenía real derecho para establecerse en el sitio de la antigua Torre de Gaboto. 
Cabrera fue llamado desde el norte y luego sería ajusticiado por fundar la ciudad de Córdoba sin un permiso expreso, violando las ordenanzas reales de 1573. Por su parte, Garay fundaría la ciudad de Santa Fe la Vieja. Estas disputas estre los españoles provocaron que finalmente el Fuerte Sancti Spiritus, pensado estratégicamente por Gaboto como punto central para el control del territorio, quedara abandonado de allí en adelante.

### Sucesos posteriores
En el siglo XVII, los padres franciscanos crearon una reducción de indios calchaquíes.
Más tarde se formó un pequeño pueblo por el cual en 1832 pasó Charles Darwin, haciendo notar cómo el gobernador santafesino Estanislao López ejercía feroces represalias contra los tobas, mocovíes y abipones.
En 1891 se creó oficialmente un puerto al que se llamó Puerto Gaboto, en recuerdo del navegante, recibiendo la zona una importantísima inmigración europea (principalmente procedente de Italia).

El 4 de febrero de 1942, el gobierno argentino, por Decreto n.º 112765, declaró Lugar Histórico Nacional el sitio donde presumiblemente había sido fundado el fuerte.

## Proyecto de reconstrucción
En 1898, el doctor Calixto Lassaga lanzó la idea de erigir un Monumento en Puerto Gaboto que recordase la primera fundación europea en la región. El historiador Enrique de Gandía, miembro de la Academia Nacional de la Historia, hizo suyo el proyecto aunque no llegó a concretarse. En los años cuarenta el arquitecto Oscar E. Mongsfeld comenzó a investigar sobre el terreno la ubicación del fuerte presentando, treinta años después, un proyecto de reconstrucción. El mismo fue demorado y Mongsfeld falleció sin haber logrado concretar su idea. El arquitecto Emilio Maisonnave, años después, retomó el proyecto, actualizándolo de acuerdo a las características del terreno y completándolo con los estudios de Amadeo P. Soler, historiador gabotero.
El proyecto proponía que el terreno que ocuparía el monumento Fuerte Sancti Spiritu tendría la forma de una elipse cuyo ejes serían de 90 y 66 metros, respectivamente; estaría cercado por un foso y una rústica empalizada de troncos verticales de madera y un talud de tierra consolidada. Dentro del área se reconstruiría la Plaza de Armas con su mástil principal para izar los estandartes, la cámara de Gaboto sobre el eje principal al este; con sus dependencias, los cuarteles para alojamiento del personal de tropa y, finalmente, las dos atalayas.
La Academia Nacional de la Historia determinó como sitio probable de emplazamiento un punto cercano a la margen del río Carcaraña, con peligro de ser inundado durante las grandes crecientes. Se consideró que la alameda sobre el Carcarañá podría ser considerada también como parte del área en que funcionó el fuerte. Forma parte del conjunto la réplica de La Cruz de los Navegantes, ubicada a unas cuadras de la fortaleza, bien sobre la desembocadura del río Carcarañá en el Coronda, situada allí por Sebastián Gaboto como una suerte de faro indicativo de la presencia de cristianos.
Finalmente, para completar el entorno del fuerte con su puerto donde hubo astillero y se amarraron las naves, se intentaría obtener una réplica de un bergantín, posiblemente el "San Telmo", que se construyó originalmente en el lugar.
El proyecto rediseñado fue aprobado por la Legislatura Provincial (ley 10875, del 15 de octubre de 1992), que declaró «de interés provincial la construcción del Monumento Conmemorativo del Fuerte Sancti Spiritus en la localidad de Puerto Gaboto», y autorizó a la comuna a ejecutarlo en terrenos propios. La reconstrucción nunca se concretó en su totalidad, ya que solo se pudo realizar una fase inicial consistente en el foso, la empalizada, el portal de entrada y los mástiles, además de la Cruz de los Navegantes ubicada sobre la desembocadura.

## El hallazgo del asentamiento original
En 2006, a unos 200 metros de la réplica del fuerte, se iniciaron excavaciones que localizaron restos de material cerámico, metal, vidrio, líticos, restos óseos y carbón en el extremo sur de Puerto Gaboto, junto al Carcarañá, que terminaron revelando la localización real de Sancti Spiritus.
En diciembre de 2011, el antropólogo rosarino, Guillermo Frittegotto, líder del equipo de investigación impulsado por el Ministerio de Innovación y Cultura de Santa Fe, el Museo Histórico Provincial de Rosario Dr. Julio Marc, y con la financiación del Consejo Federal de Inversiones, descubrió mediante prospecciones geofísicas y arqueológicas del ejido de la actual localidad de Puerto Gaboto, nuevos restos de la estructura del fuerte Sancti Spiritus, «fuera de su límite original de exploración (...) en el extremo sur-este de Puerto Gaboto, cerca de la confluencia del río Carcarañá con el Coronda, y a unos 15 metros a cada lado de los dos cursos de agua. Esa zona es lo que sería el talud del valle de inundación de ambos ríos».
Al excavarse fuera del área original de emplazamiento «se confirmó la presencia de estructuras en el subsuelo del terreno, lo que da una pauta de que el fuerte Sancti Spiritus iba más allá del límite que teníamos pensado».
Gracias a las tareas de excavación aparecieron restos de un muro de tapia o tierra apisonada, que tenía que ver propiamente con la estructura del fuerte. También se hallaron 52 dados de material óseo, diferentes tipos de cerámica europea, mazas indígenas, elementos de metal (como una llave), clavos cuadrados forjados típicos del siglo XVI y más de 300 cuentas de vidrio.
De acuerdo a la opinión de Agustín Azkarate, Investigador de la Universidad del País Vasco, la elección del lugar por parte de Gaboto se debió a sus condiciones estratégicas, ya que controlaba la confluencia de los ríos Coronda y Carcarañá, que eran las principales vías de comunicación de la época. Las excavaciones arqueológicas han demostrado que los españoles se asentaron sobre un lugar de poblamiento estable de los pueblos originarios, que fue ocupado y destruido en parte para construir el fuerte.
Para Frittegotto es equivocada la teoría de arqueólogos uruguayos que sostienen que el primer asentamiento fue en el vecino país. «En realidad hubo una parada efímera [de los españoles en el Uruguay], pero no hay datos contundentes de que esto fuera así», apuntó.

## La andaluza Lucía
En 1610, el criollo asunceno Ruy Díaz de Guzmán escribe Historia argentina del descubrimiento, población y conquista de las Provincias del Río de la Plata, conocida primero como La Argentina y luego como La Argentina manuscrita, donde incluye un relato sobre el fuerte Sancti Spiritus, planteando una historia de raíz europea.
La historia cuenta acerca de Lucía Miranda, una mujer andaluza casada con el capitán Sebastián Hurtado. Cuando se hallan en el fuerte Sancti Spiritus, un cacique de la región, Mangoré, se enamora de Lucía. Como esta lo rechaza, el cacique, aprovechando que muchos españoles —entre ellos Hurtado— se alejan con una expedición para buscar alimentos, decide raptar a Lucía y destruir el fuerte, adonde entra con engaños, dejando fuera una cantidad de indígenas que atacan más tarde, cuando los españoles duermen. Al entablarse la lucha, el capitán don Nuño de Lara mata a Mangoré, pero de todos modos los aborígenes destruyen el fuerte, bajo las órdenes de su hermano Siripo, y raptan a Lucía. Siripo se enamora de la mujer, la hace primero su esclava y luego la convierte en su esposa. Ya de vuelta, Hurtado intenta rescatar a su esposa y es tomado prisionero; Siripo lo condena a muerte, pero la española intercede y logra que el cacique le permita vivir allí bajo promesa de no verse ni tener relación alguna con la española. Siripo otorga una mujer a Hurtado, pero con el tiempo este rompe el pacto, y al ser descubiertos los amantes Siripo los condena a muerte. A Sebastián lo atan a un árbol y le lanzan flechas hasta matarlo y a ella la queman viva en una hoguera. Este tipo de historia, con enamorados que mueren de la manera descrita, al huir de sus familias, era común en algunos poemas europeos de la época.
Nunca se comprobó que en la expedición de Gaboto viajase una mujer, pero sí existen pruebas de la existencia de Sebastián Hurtado en el fuerte. No hay, por lo tanto, pruebas suficientes como para creer que la leyenda sea real ni para negarla, pareciendo más bien haber sido una creación del autor. En las instrucciones de Carlos V a Gaboto y García se ordenaba "mandamos y defendemos firmemente que en la dicha armada no vaya ninguna muger de cualquier calidad que sea".
A partir de lo narrado por Guzmán, retomado a finales del siglo XVIII por Manuel José de Lavardén, el dramaturgo Felipe Boero (ya en la segunda década del siglo XX) escribiría el drama llamado Siripo.
Según Luis Astrana Marín, en el prólogo a las Obras completas de William Shakespeare de la editorial Aguilar (1960), el dramaturgo inglés debió conocer alguna de las versiones que corrían, a mediados del siglo XVI, sobre esta historia, y pudo inspirarle los nombres de Sebastián y Miranda, personajes de La tempestad.